# Лосано Сид, Хавьер
Хавье́р Лоса́но Сид (исп. Javier Lozano Cid; 28 октября 1960, Толедо, Испания) — испанский футболист, игрок в мини-футбол, после завершения карьеры — мини-футбольный тренер.
C 1992 по 2007 год возглавлял сборную Испании по мини-футболу, привёл её к двум титулам чемпиона мира и трём титулам чемпиона Европы. Ныне является президентом испанской Национальной Лиги мини-футбола (LNFS).

## Биография
Игровая карьера Хавьера Лосано пришлась на 80-е годы, он играл в таких клубах как «Дисколандия», «Толедо», «Альгон», «Марсанс» и «Каха Толедо». В 1985 году он в составе сборной Испании поехал на чемпионат мира (тогда мировые первенства проводились лишь по системе FIFUSA, сейчас эта версия футзала известна как футзал AMF), где выиграл серебряные медали.
После завершения игровой карьеры Лосано перешёл на тренерскую работу. Он возглавлял «Каха Толедо» и «Бумеранг Интервью», а в 1992 году стал главным тренером сборной Испании. Под его руководством испанцы прошли путь до сильнейшей сборной планеты. На Чемпионате мира 1992 года испанцы выиграли бронзу, 1996 года — серебро, а в 2000 году сенсационно обыграли сборную Бразилии и стали чемпионами мира. Четыре года спустя команда Хавьера Лосано блестяще защитила титул.
Лосано привёл сборную к победе на первом Чемпионате Европы 1996 года, а впоследствии побеждал и на континентальных первенствах 2001 и 2005 годов. В 1999 и 2003 году испанцы выиграли серебро и бронзу соответственно. Таким образом, команда Хавьера Лосано выигрывала медали на каждом из первенств мира и Европы и в результате выиграла полный комплект медалей этих турниров.
В 2007 году Хавьер Лосано покинул сборную, передав свою должность Хосе Венансио Лопесу. Два года он работал в структуре футбольного мадридского «Реала», а затем занял пост президента испанской Национальной Лиги мини-футбола (LNFS).

## Тренерские достижения
- Чемпион мира по мини-футболу (2): 2000, 2004
- Серебряный призёр Чемпионата мира по мини-футболу 1996
- Бронзовый призёр Чемпионата мира по мини-футболу 1992
- Чемпион Европы по мини-футболу (3): 1996, 2001, 2005
- Серебряный призёр Чемпионата Европы по мини-футболу 1999
- Бронзовый призёр Чемпионата Европы по мини-футболу 2003